# Rhagium sycophanta
Rhagie sycophante
Espèce
Rhagium sycophanta (Schrank)  ou Megarhagium sycophanta (Schrank), la rhagie sycophante, est une espèce d'insectes coléoptères de la famille des Cerambycidae.

## Description
Longueur variable entre 15 et 30 mm. Les élytres sont brun-orangé et noirs. Les tempes, les articles des antennes et les fémurs des mâles sont fortement renflés.

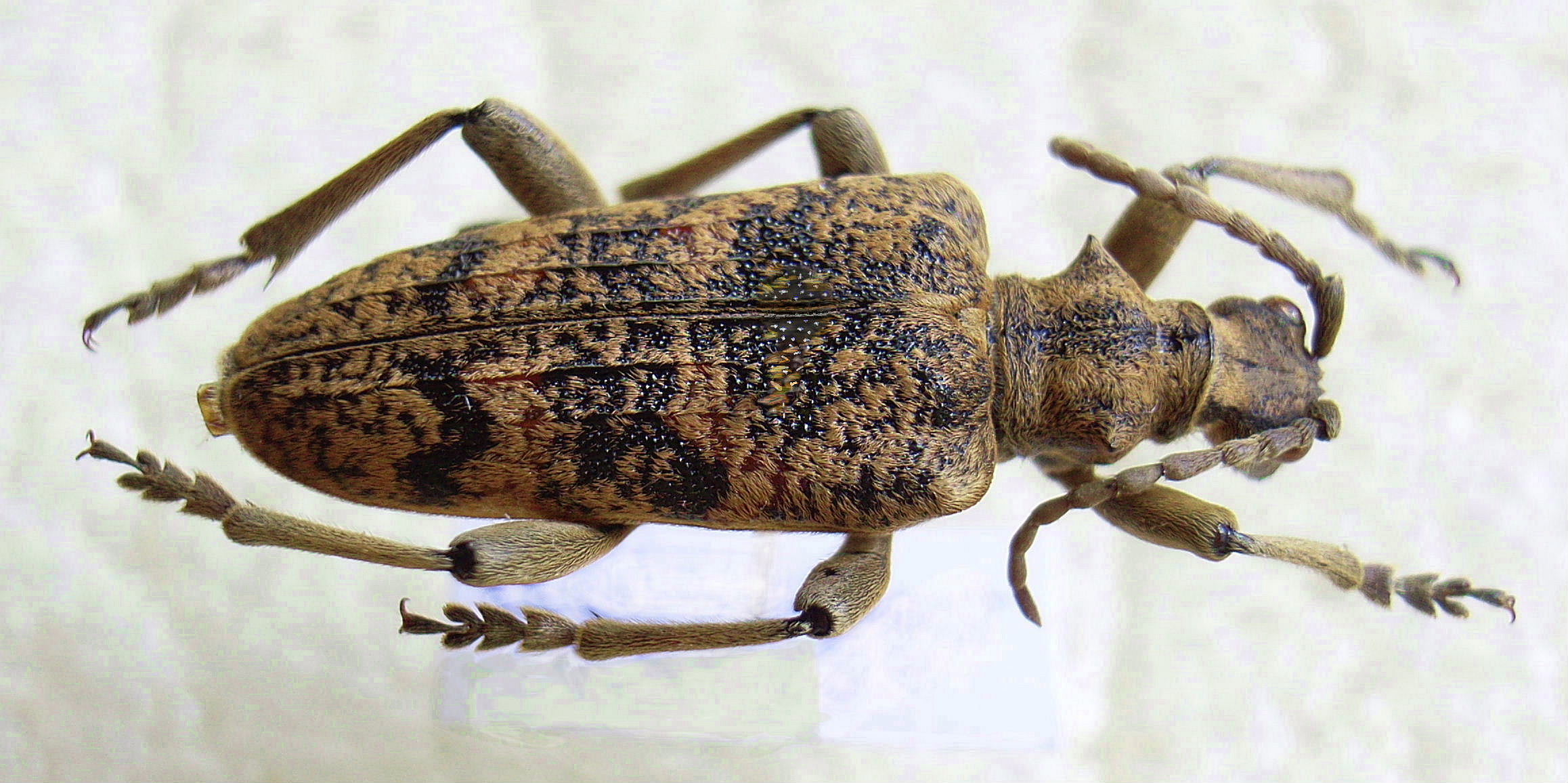
Femelle de rhagie sycophante

## Distribution
Europe. Assez commun en France.

## Mœurs
L'adulte éclot à l'automne et hiverne dans sa loge nymphale. Visible d'avril à juillet.

## Habitat
Forêts : sur les troncs abattus et les souches. Phytophage. La femelle se trouve souvent sur les fleurs d'aubépine ou de sureau. Larves dans les souches des chênes ou d'autres feuillus.